# Fresnes-sur-Escaut
Fresnes-sur-Escaut là một xã ở tỉnh Nord trong vùng Hauts-de-France, Pháp.